# جائزة أويلر للكتاب
جائزة أويلر للكتاب هي جائزة تحمل اسم عالم الرياضيات والفيزيائي السويسري ليونارد أويلر (1707-1783) وتمنحها سنويًا الجمعية الرياضية الأمريكية في اجتماعات الرياضيات المشتركة لكتابٍ متميز في الرياضيات أسهم في تحسين الصورة العامة لمجال الرياضيات.
تأسست الجائزة في عام 2005 بتمويل من عالم الرياضيات بول هالموس (1916-2006) وزوجته فيرجينيا. مُنِحت لأول مرة في عام 2007؛ واختير هذا التاريخ للإحتفال بالذكرى الـ 300 لميلاد أويلر كجزء من احتفال اتحاد الرياضيات الأمريكي بـ «عام أويلر»

## الفائزون
- 2007: جون ديربيشاير، هوس الأرقام الأولية: برنارد ريمان وأكبر معضلة غير محلولة في الرياضيات (مطبعة جوزيف هنري ، 2003).[1][3] الموضوع الرئيسي لهذا الكتاب المشهور هو فرضية ريمان، المتعلقة بموقع أصفار دالة زيتا ريمان، وتطبيقها على توزيع الأعداد الأولية. [4][5] بسبب مشكلة في التواصل، غاب ديربيشاير عن حفل توزيع الجوائز.[6]
- 2008: بنيامين يانديل، فصل المميزون: مسائل هيلبرت وحلولها (أيه كيه بيترز ، 2002). يجمع هذا الكتاب قصص حلول مسائل هيلبرت مع سيرة من توصل له. مُنحت الجائزة إلى يانديل بعد وفاته، حيث تُوفِي عام 2004.[7]
- 2009: سيوبان روبرتس، ملك الفضاء اللامتناهي: دونالد كوكستر، الرجل الذي أنقذ الهندسة(ووكر وشركاه ، 2006). عن السيرة الذاتية لهارولد سكوت ماكدونالد كوكستر وأيضًا تاريخ الهندسة ومساهمات كوكستر في هذا المجال.[8][9]
- 2010: دافيد إس ريتشيسون، جوهرة أويلر: صيغة متعدد الأسطح وميلاد الطوبولجيا (مطبعة جامعة برنيستون، 2008). يسرد فيه تاريخ صيغة أويلر V −E +F = 2 التي تربط بين أرقام الرؤوس والحواف والوجوه لمتعدد الأسطح المحدب. تبدأ القصة من أول ملاحظة أويلر عام 1750 لتصل إلى الطوبولوجيا المعاصرة ومساهمات رياضيين كـ ويليام ثورستون وغريغوري بيرلمان.[10]
- 2011: تيموثي جاورز ،رفيق برينستون للرياضيات (مطبعة جامعة برينستون، 2008).وفيه لمحة عامة عن مجالات البحث في الرياضيات المعاصرة. قام جاورز بتحرير مساهمات 133 عالم رياضيات متميز بالإضافة إلى كتابة العديد من المدخلات.[11]
- 2012: Daina Taimiņa ،Crocheting Adventures with Hyperbolic Planes ، AK Peters 2009
- 2013: بيرسي دياكونيس، رونالد جراهام، الرياضيات السحرية: الأفكار الرياضية وراء الحيل السحرية العظيمة، مطبعة جامعة برينستون 2011
- 2014: ستيفن ستروغاز، متعة الإكس: جولة إرشادية في الرياضيات من واحد إلى مالانهاية، Houghton Mifflin Harcourt، 2012
- 2015: إدوارد فرنكل، حب ورياضيات: لب الحقيقة الخفية، Basic Books ، 2013
- 2016: جوردان إلينبيرج، كيف تتجنب الخطأ: قوة التفكير الرياضي، Penguin Press ، 2014
- 2017: إيان ستيوارت، في السعي وراء المجهول: 17 معادلة غيرت العالم، Basic Books، نيويورك، 2012 [12][13]
- 2018: مات باركر ، أشياء يجب القيام بها وفعلها في البعد الرابع، Farrar ، Straus and Giroux (2014)
- 2019: كاثي أونيل ، أسلحة التدمير الرياضية، Crown ، 2016 [14]
- 2020: Tim Chartier قضمات رياضية: قنابل جوجل و فطائر مغطاة بالشوكولاتة وأشياء حوسبية أخرى رائعة، مطبعة جامعة برينستون ، 2014.
- 2021: فرانسيس سو وكريستوفر جاكسون ، الرياضيات لازدهار الإنسان، مطبعة جامعة ييل (2020).[15]